# Hakon Lund
Hakon Lund (* 18. Oktober 1928 in Struer; † 4. Mai 2013) war ein dänischer Bibliothekar, Architektur- und Kunsthistoriker, der 1980 den Søren-Gyldendal-Preis erhielt und vor allem durch seine zweibändige Biografie über den einflussreichen Architekten Christian Frederik Hansen bekannt wurde.

## Leben
Nach dem Schulbesuch studierte Lund Architektur an der Universität Kopenhagen bei Professor Christian Elling, das er 1959 mit einem Magister mit Auszeichnung abschloss. Im Anschluss wurde er 1960 Bibliothekar der Bibliothek der Königlich Dänischen Kunstakademie, deren Oberbibliothekar er zwischen 1977 und 1998 war.
Er beschäftigte sich vor allem mit dem Architekten Christian Frederik Hansen, der neben Karl Friedrich Schinkel und Leo von Klenze zu den drei herausragenden Meistern des europäischen Klassizismus zählt. 1968 war er verantwortlich für eine Ausstellung im Altonaer Museum für Kunst- und Kulturgeschichte mit dem Titel Architekt Christian Frederik Hansen : 1756 - 1845. Zwischen 1969 und 1992 war er darüber hinaus Gastlektor an der Universität Kopenhagen. In den folgenden Jahren wurde ihm seine Forschungsarbeit insbesondere durch Stipendium wie zum Beispiel der Carlsberg-Stiftung (1970) ermöglicht.
1980 wurde er mit dem Søren-Gyldendal-Preis ausgezeichnet. Darüber hinaus wurde er sowohl Ehrendoktor der Universität Lund im Jahr 1995 sowie im Jahr 1997 der Universität Kopenhagen.
1995 veröffentlichte er gemeinsam mit Anne Lise Thygesen eine zweibändige Biografie über Hansen unter dem Titel C. F. Hansen.

## Weitere Veröffentlichungen
- De kongelige lysthaver, 1977, ISBN 87-01-34991-0
- Danmarks Arkitektur, 6 Bände, 1979–1981
- Danmarks havekunst / 1. Indtil 1800, 2000, ISBN 87-7407-096-7

in deutscher Sprache
- C. F. Hansen, Mitautorin Anne Lise Thygesen, 1999, ISBN 3-422-06247-5

## Belege
1. ↑  politiken.dk: Todesanzeige (Memento des Originals vom 3. Dezember 2013 im Internet Archive)  Info: Der Archivlink wurde automatisch eingesetzt und noch nicht geprüft. Bitte prüfe Original- und Archivlink gemäß Anleitung und entferne dann diesen Hinweis., abgerufen am 29. November 2013

| Personendaten    | Personendaten                                            |
| ---------------- | -------------------------------------------------------- |
| NAME             | Lund, Hakon                                              |
| KURZBESCHREIBUNG | dänischer Bibliothekar, Architektur- und Kunsthistoriker |
| GEBURTSDATUM     | 18. Oktober 1928                                         |
| GEBURTSORT       | Struer                                                   |
| STERBEDATUM      | 4. Mai 2013                                              |